# خرفار رفيع
خرفار رفيع (الاسم العلمي: Phalaris angusta) هو نوع نباتي يتبع جنس الخرفار من فصيلة النجيلية.